# Casteldidone
Casteldidone (lombardul: Casteldidòn) település Olaszországban, Lombardia régióban, Cremona megyében. Lakosainak száma 559 fő (2023. január 1.). Casteldidone Casalmaggiore, Martignana di Po, Piadena, Rivarolo del Re ed Uniti, Rivarolo Mantovano és San Giovanni in Croce községekkel határos.

## Népesség
A település lakossága az elmúlt években az alábbi módon változott:
| Lakosok száma | 599  | 566  | 565  | 559  |
|               | 2013 | 2017 | 2018 | 2023 |